# Titularbistum Hadriania
Das Bistum Hadriania (italienisch diocesi di Adriania, lateinisch Dioecesis Hadrianiensis in Hellesponto) ist ein Titularbistum der römisch-katholischen Kirche.
Es geht zurück auf ein früheres Bistum der antike Stadt Hadrianeia in der kleinasiatischen Landschaft Mysien beim heutigen Dursunbey im Nordwesten der Türkei. Das Bistum gehörte der Kirchenprovinz Kyzikos an.
| Titularbischöfe von Hadriania |                               |                                            |                  |                   |
| Nr.                           | Name                          | Amt                                        | von              | bis               |
| 1                             | Ferdinand Guercilena PIME     | Apostolischer Vikar von Kengtung (Myanmar) | 31. Mai 1950     | 1. Januar 1955    |
| 2                             | Antonio Iannucci              | Weihbischof in Penne e Pescara (Italien)   | 20. März 1955    | 15. Februar 1959  |
| 3                             | Costanzo Micci                | Weihbischof in Larino (Italien)            | 21. April 1959   | 11. November 1960 |
| 4                             | Gennaro Maria Prata Vuolo SDB | Weihbischof in La Paz (Bolivien)           | 9. Dezember 1960 | 21. November 1981 |